# 竹中優子
竹中 優子（たけなか ゆうこ、1982年11月22日 - ）は、日本の歌人、詩人、小説家。

## 経歴
山口県下関市出身、福岡市在住。早稲田大学第一文学部卒業。
2015年より「未来」黒瀬珂瀾選歌欄に所属。2016年、「輪をつくる」50首で、第62回角川短歌賞を受賞。第1歌集『輪をつくる』を上梓。2022年、『輪をつくる』が福岡市文学賞、第48回現代歌人集会賞、第23回現代短歌新人賞を受賞。
詩人としては、投稿詩により2022年の第60回現代詩手帖賞を受賞。第1詩集『冬が終わるとき』を上梓。同詩集が2023年2月に第28回中原中也賞最終候補となる（受賞は青柳菜摘『そだつのをやめる』）。
2024年、小説「ダンス」で第56回新潮新人賞を受賞。同作で第172回芥川賞にノミネートされる。2025年、短歌、詩、小説における幅広いジャンルの実績を認められ、令和5年度福岡市文化賞を受賞した。

## 作品リスト

### 単行本

#### 歌集
- 『歌集 輪をつくる』KADOKAWA、2021年10月

#### 詩集
- 『冬が終わるとき』思潮社、2022年11月
- 『汐入町と洗濯機』しろねこ社、2024年10月

#### 小説
- 『ダンス』新潮社、2025年1月

### 商業誌掲載作品
小説
- 「骨折」 - 『文藝』2025年夏季号
- 「水辺のフリスビー」 - 『新潮』2025年6月号